# Jay Elwing
Hjalmar Albert Emanuel Elfving, artistnamn Jay Elwing, född 27 december 1903 i Hälsingtuna socken, Gävleborgs län, Hälsingland, död 6 juli 1970 i Hedvig Eleonora församling, Stockholm, var en svensk musiker och orkesterledare. Hans instrument var violin och altsaxofon.
Jay Elwing turnerade flitigt i Sverige med sina orkestrar. I en av dem debuterade trumpetaren Weine Renliden 1949, då endast 15 år. Han gästspelade som dirigent i några av landets stora jazzorkestrar (nu storband), bland andra Sylmés Swingorkester (12 man). Under en 10-årsperiod arbetade han tidvis i USA som filmmusiker och jazzdirigent. Ett planerat återvändande hindrades av krigsutbrottet 1939. 
Efter att ha avslutat sin musikerbana 1960 arbetade Jay Elwing som turneledare och inspicient inom Folkparkernas Centralorganisation. Han är begravd på Jakobs kyrkogård i Hudiksvall.